# CIE UVW

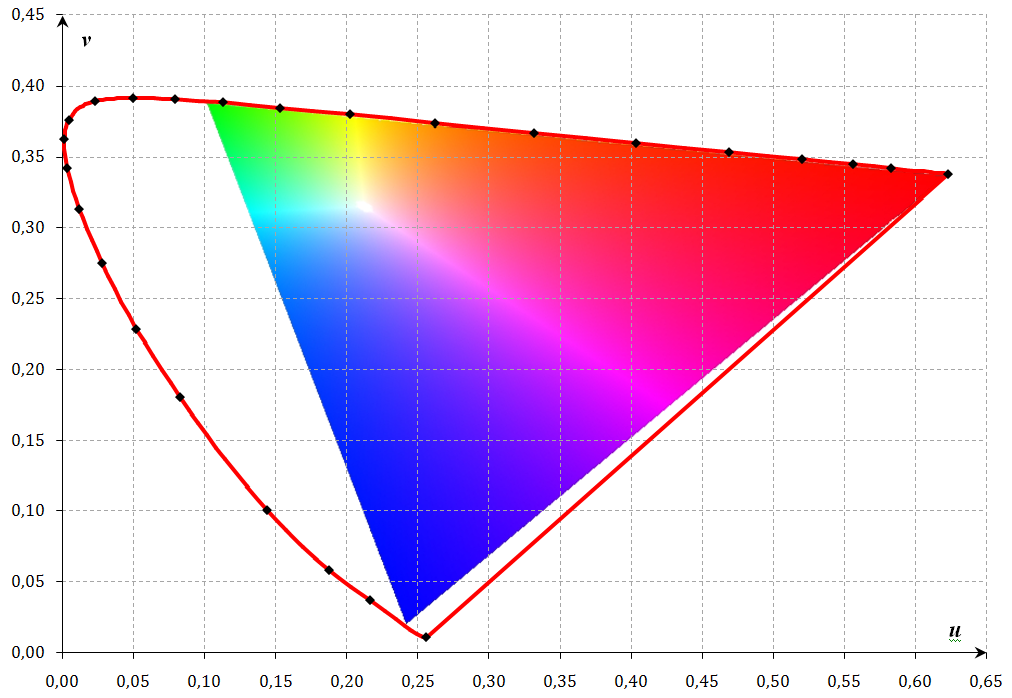
Diagramme de chromaticité CIE L*u*v* faisant apparaître le gamut des primaires CIE RVB.

CIE UVW est un espace de couleur défini par la Commission internationale de l'éclairage (CIE) en 1960. Construit à partir de l'espace CIE XYZ (1931), il fut introduit pour améliorer l'uniformité de la répartition des couleurs. Il constitue un espace linéaire dans lequel la composante V est égale à la composante Y, elle-même égale à la luminance Lv de la couleur décrite.
Cet espace a été supplanté par l'espace CIE U′V′W′ (1976) et il est aujourd'hui obsolète.

## Passage de l'espace CIE XYZ à l'espace CIE UVW

### ComposantesU,V,W
Les composantes U, V, W sont calculées à partir des composantes X, Y et Z de l'espace CIE XYZ grâce à une matrice :
{\displaystyle {\begin{pmatrix}U\\V\\W\end{pmatrix}}=\mathbf {M} \times {\begin{pmatrix}X\\Y\\Z\end{pmatrix}},}
avec 
{\displaystyle \mathbf {M} ={\begin{pmatrix}2/3&0&0\\0&1&0\\-1/2&3/2&1/2\end{pmatrix}}.}

### Coordonnéesu,v,w
Les coordonnées peuvent être obtenues, comme pour les autres espaces, à partir des composantes :
{\displaystyle \left\{{\begin{matrix}U\\V\\W\end{matrix}}\right.\rightarrow \left\{{\begin{matrix}u={\dfrac {U}{U+V+W}}\\v={\dfrac {V}{U+V+W}}\\w={\dfrac {W}{U+V+W}}\end{matrix}}\right..}
Elles peuvent également être calculées d'après les coordonnées x et y de la couleur étudiée :
{\displaystyle u={4X \over (X+15Y+3Z)}={4x \over (-2x+12y+3)},}
{\displaystyle v={6Y \over (X+15Y+3Z)}={6y \over (-2x+12y+3)}.}

## Passage de l'espace CIE UVW à l'espace CIE XYZ

### Composantes
{\displaystyle {\begin{pmatrix}X\\Y\\Z\end{pmatrix}}=\mathbf {M^{-1}} \times {\begin{pmatrix}U\\V\\W\end{pmatrix}},}
{\displaystyle \mathbf {M^{-1}} ={\begin{pmatrix}3/2&0&0\\0&1&0\\3/2&-3&2\end{pmatrix}}.}

### Coordonnées
{\displaystyle x={\frac {3u}{2u-8v+4}},}
{\displaystyle y={\frac {2v}{2u-8v+4}}.}